# Sztefan Sztajkov
Sztefan Georgiev Sztajkov (bolgár cirill betűkkel: Стефан Гeopгиeв Стайков; Szófia, 1949. október 3. –) bolgár labdarúgókapus.

## Pályafutása

### Klubcsapatban
Pályafutását a Szpartak Varna együttesében kezdte, ahol 1968 és 1972 között játszott. A következő csapata a Levszki Szofija volt. Kilenc szezonon keresztül volt a Levszki kapusa, összesen 183 mérkőzésen lépett pályára. Háromszoros bolgár bajnok és háromszoros kupagyőztes. 1981-ben az Oszam Lovecs csapatához igazolt, de egy szezon után távozott. 1982 és 1984 között a Lokomotiv Plovdiv kapuját védte.

### A válogatottban
1973 és 1979 között 16 alkalommal szerepelt a bolgár válogatottban. Részt vett az 1974-es világbajnokságon.

## Sikerei, díjai
Levszki Szofija
- Bolgár bajnok (3): 1973–74, 1976–77, 1978–79
- Bolgár kupa (3): 1975–76, 1976–77, 1980–81